# Phyllotreta chotanica
Phyllotreta chotanica es una especie de insecto coleóptero de la familia Chrysomelidae. Fue descrita científicamente en 1981 por Basu, Bhaumik & Sengupta.